# ياريم تبة

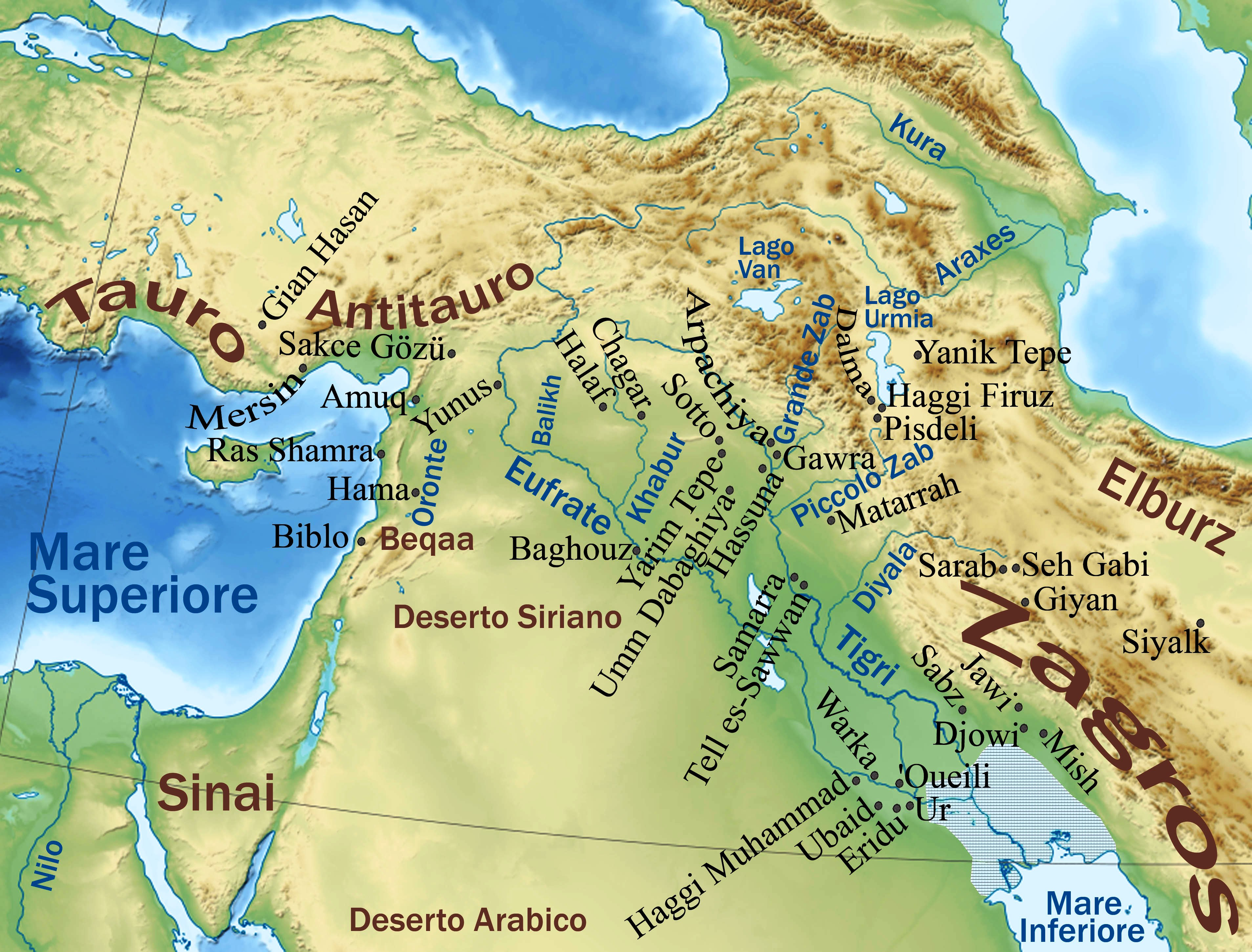
ياريم تبة على خريطة الشرق الأوسط خلال العصر الحجري النحاسي (الوسط)

ياريم تبة هو موقع أثري لمستوطنة زراعية مبكرة يعود تاريخها إلى حوالي 6000 قبل الميلاد. تقع في وادي سنجار على بعد حوالي 7 كم جنوب غرب مدينة تلعفر في شمال العراق. يتكون الموقع من عدة تلال تعكس تطور ثقافة الحسونة، ثم ثقافتي الحلف والعبيد.
تم التحقيق في المستوطنة بين عامي 1969 و 1976، وفي وقت لاحق من قبل البعثة الأثرية السوفيتية تحت قيادة راوف مونشاييف ونيكولاي ميربيرت.

## حفريات ياريم تبة

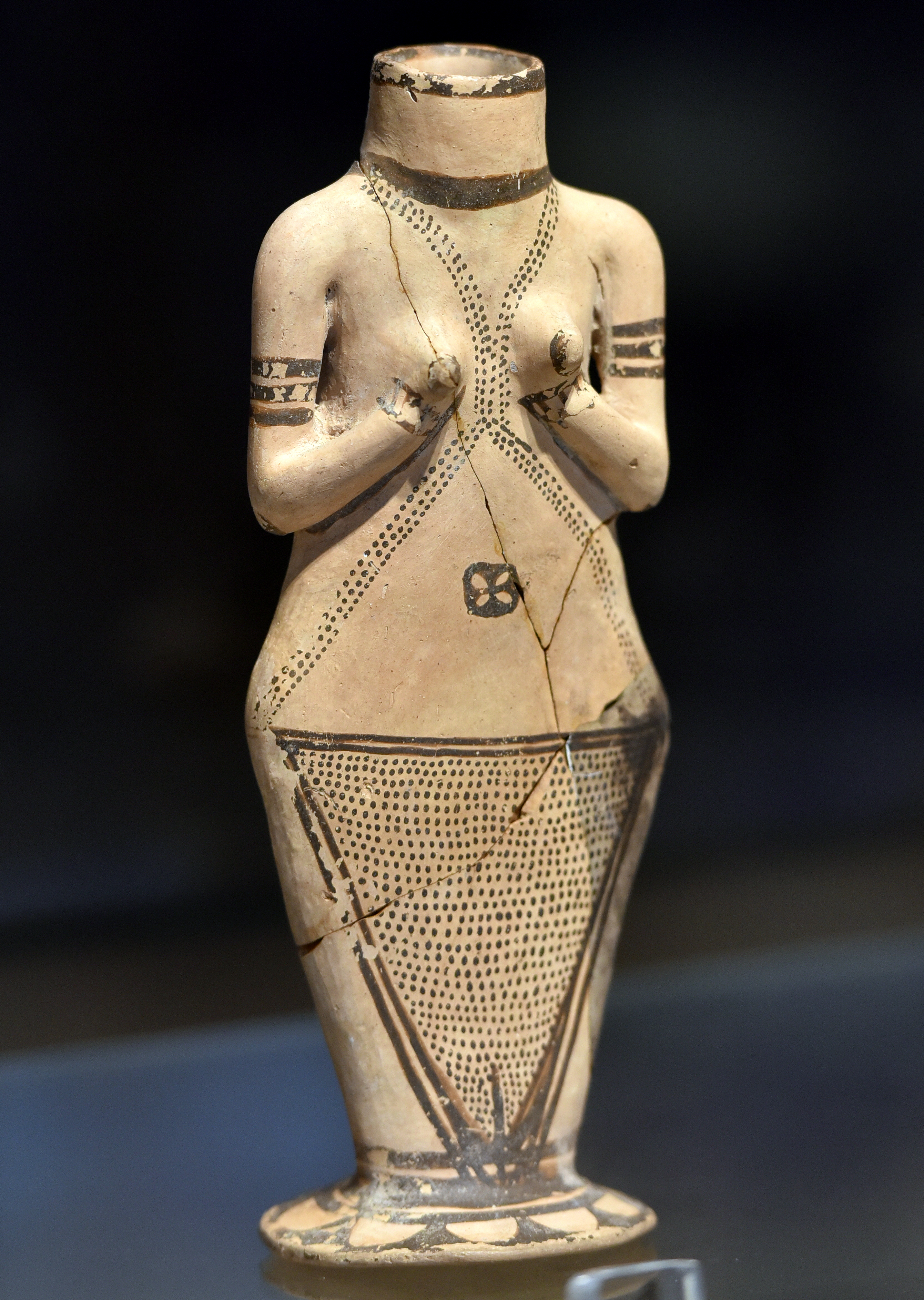
تمثال صغير مطلي لامرأة عارية من مستوطنة ياريم تبة الثانية. حضارة حلف، الألفية الخامسة قبل الميلاد. متحف العراق

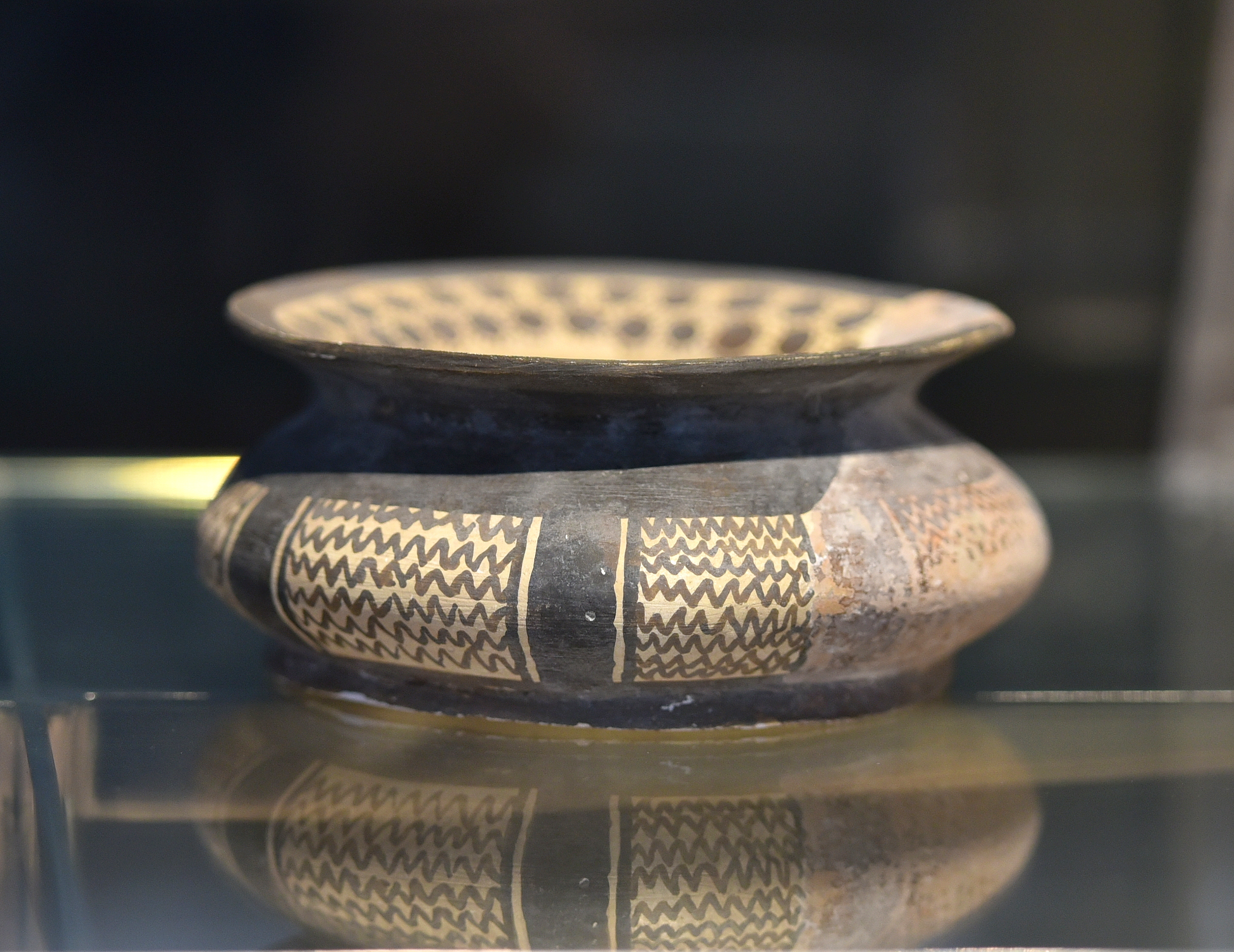
جرة فخارية مطلية من ياريم تبة. حضارة حلف، الألفية الخامسة قبل الميلاد. متحف العراق

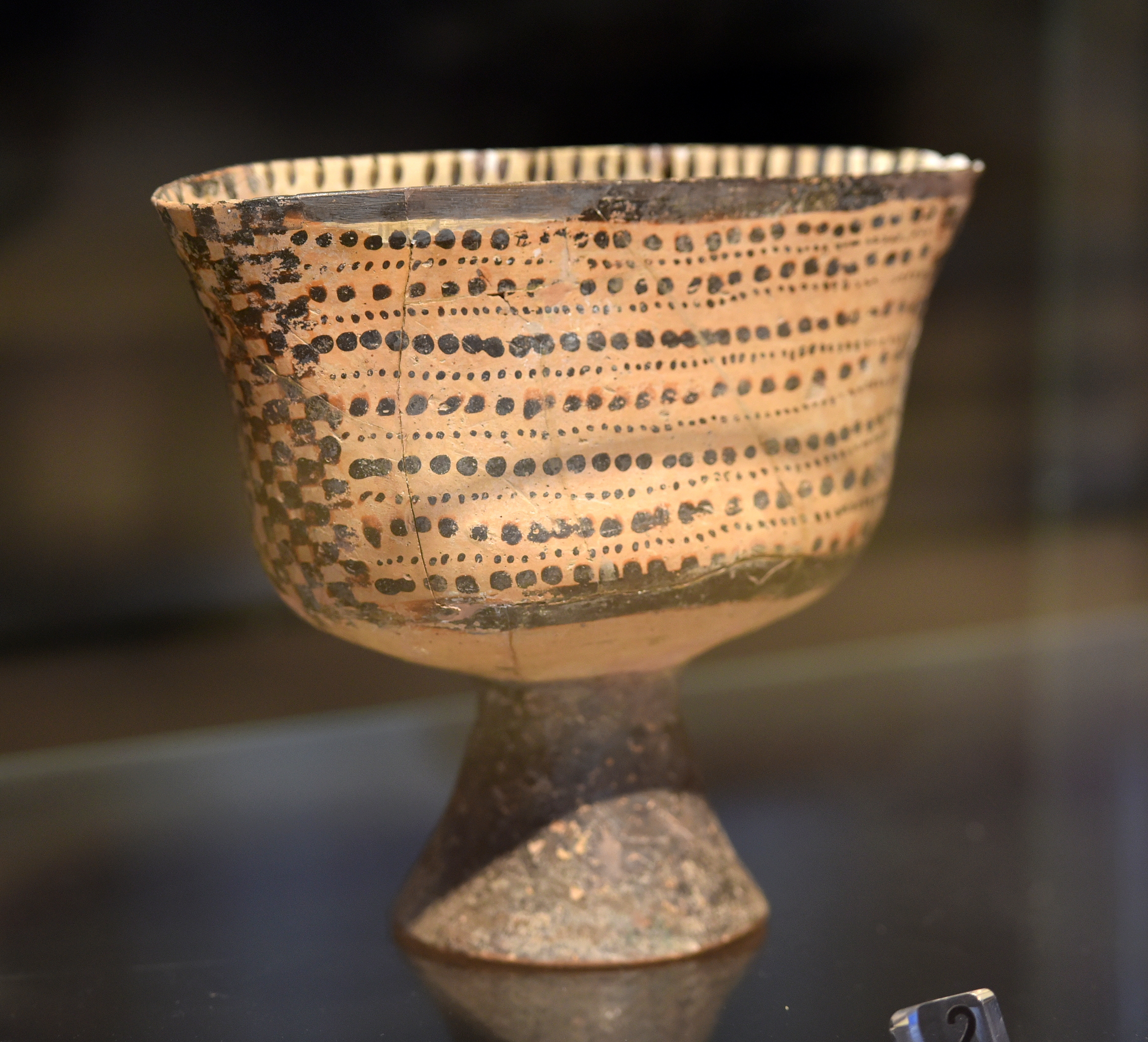
كأس فخارية مطلية من ياريم تبة. حضارة حلف، الألفية الخامسة قبل الميلاد. متحف العراق

### ياريم تيبي الأول
التل المعروف باسم ياريم تيبي الأول ينتمي إلى ثقافة حسونة. يبلغ طول النواة المركزية المرتفعة، ذات الشكل البيضاوي، 80 مترًا، وعرضها 30 مترًا. بعض الأشياء التي تم العثور عليها هنا تذكرنا بتلك الموجودة في تورينج تبه في إيران.
يوجد هنا 13 طبقة بناء تعكس المراحل الرئيسية لهذه الثقافة. المستوى الثقافي يبلغ عمقه 6.5 متر. يوجد أكثر من 1500 فرن مستطيل وفرن سيراميكي يستخدم للطهي. تم العثور هنا على أقدم فرن معروف، يعود تاريخه إلى حوالي 6000 قبل الميلاد.
كانت القرية تتكون من ساحات وشوارع صغيرة ومباني مستطيلة مبنية من الطوب اللبن. وكانت هناك أيضًا مخازن حبوب عامة. وقد تم العثور على مدافن أطفال داخل أوعية، بالإضافة إلى أدوات حجرية مختلفة، مثل كسارات الحجارة، ومنشار المعادن.
وتضمنت النتائج أيضًا مزهريات خزفية، وتماثيل طينية نسائية، وأشياء أخرى.
كما تم العثور على أشياء معدنية، مثل سوار من الرصاص، وحبات من النحاس، بالإضافة إلى خام النحاس، الذي يمثل بعضًا من أقدم المعادن في بلاد ما بين النهرين.

### ياريم تبة الثاني
ياريم تبة الثانية هي مستوطنة للثقافة الحلفية، تعود إلى الألفية الخامسة قبل الميلاد. تقع على بعد 250 مترًا غرب ياريم تبة الأول، وتتعرض جزئيًا للتآكل بسبب مجرى جوبارا ديارياسي القريب.  تتكون جميع المساكن تقريبًا من منازل صغيرة من غرفة واحدة مبنية من الطوب الطيني وفقًا لمخطط الثولوس.
ويبلغ عمق المستوى الثقافي 7 أمتار، ويتكون من عشرة آفاق هيكلية. وقد تم العثور على عظام حيوانات منزلية وبرية، ومن بينها عظام أغنام، وبقر، وماعز، وخنازير.
وقد تم العثور بين الفخاريات الأخرى على أواني خزفية عليها صور أفيال ونساء. تحتوي بعض الحاويات الخزفية على صور أسماك وطيور وغزلان وحيوانات أخرى.
كما تم اكتشاف بعض الأختام المعلقة، بما في ذلك ختم نحاسي قديم جدًا.
شملت عادات الدفن حرق الجثث ودفن الجماجم

### ياريم تيبي الثالث
يقع ياريم تبة الثالث بجوار ياريم تبة الثاني مباشرة. ارتفاع التل 10 م. الفخار هو نموذجي لشمال عبيد وحلف. تم التنقيب عنه في عامي 1978-1979.
يوجد هنا على الأقل ثلاثة مستويات من مباني العبيد أعلى عدة مستويات من مباني حلف. المستويات العليا من الرواسب الثقافية في حلف تشبه مستويات أربشيا TT-6 إلى TT-8، ومستويات تيبي جاورا XVIII-XX. وقد تم العثور أيضًا على ثلاث قلادات حجرية على شكل أختام.
في عام 1985، أجرى ناريمانوف مقارنات بين الفخار ذي الوجه القشري من ليلى تيبي والأدلة من ياريم تبة الثالث. ويعتقد أن هذه التشابهات كانت بسبب هجرة بعض ممثلي ثقافة العبيد إلى ما وراء القوقاز في النصف الأول من الألفية الرابعة قبل الميلاد.

## علم المعادن
كان المعدن شائعًا بالفعل في ياريم تبة؛ حيث تم العثور على ما يصل إلى 21 مثالًا من النحاس المشغول أو خام النحاس في المستويات السفلية من المستوطنة.

والأمر الأكثر إثارة للدهشة هو أن أقدم استخدام للرصاص تم توثيقه أيضًا.
"أقدم اكتشافات الرصاص (Pb) في الشرق الأدنى القديم هي سوار من الألفية السادسة قبل الميلاد من ياريم تبة في شمال العراق وقطعة مخروطية من الرصاص تعود إلى فترة حلف بالقرب من الموصل. نظرًا لأن الرصاص الأصلي نادر للغاية، فإن مثل هذه القطع الأثرية تثير احتمال أن صهر الرصاص ربما بدأ حتى قبل صهر النحاس." 

## كول تيبي (العراق)
كول تبه (العراق) هو موقع ذو صلة يقع على بعد حوالي 6 كم إلى الغرب من ياريم تبه. وقد تم التنقيب هناك عن تلتين (كولتيبي الأول، وكولتيبي الثاني). يحتوي المستوى الأدنى من كولتيبي الأول على مواد من نوع سوتو (من تل سوتو القريب)، وفوقه توجد مواد هاسونا قديمة.
ويحتوي المستوى الأدنى أيضًا على ثلاث أواني رخامية عالية الجودة، مع نظائرها في تل الصوان وأم الدباغية.

## ملحوظات
1. 1 2 3 4  "Yarim Tepe (ii)". Grove Art Online. 12 يناير 2018. DOI:10.1093/GAO/9781884446054.ARTICLE.T092702.
2. ↑  Merpert, Nikolai I., and R. M. Munchaev, "The Investigation of the Soviet Archaeological Expedition in Iraq in the Spring 1969: Excavations at Yarim Tepe, First Preliminary Report", Sumer 25, pp. 125-131, 1969 نسخة محفوظة 2024-06-09 على موقع واي باك مشين.
3. ↑  Merpert, N. I., and R. Munchajev, "Excavations at Yarim Tepe 1970, Second Preliminary Report", Sumer 27, pp. 9–22, 1970 نسخة محفوظة 2024-06-09 على موقع واي باك مشين.
4. ↑  Merpert, N. I., Munchajev, R. M., & Bader, N. O., "The investigations of the Soviet Expedition in Iraq 1973", Sumer, XXXII, pp. 25–61, 1976 نسخة محفوظة 2024-06-09 على موقع واي باك مشين.
5. ↑  Merpert, Nikolai I., and R. M. Munchaev, "Soviet Expedition’s Research at Yarim Tepe III Settlement in Northwestern Iraq, 1978- 1979", Sumer 43, pp. 54-68, 1984 نسخة محفوظة 2024-06-09 على موقع واي باك مشين.
6. ↑  Merpert N. Ya. 1993. The archaic phase of the Hassuna culture. In N. Yoffee, J. J. Clark (eds.), Early stages in the evolution of Mesopotamian civilization. Soviet excavations in Northern Iraq. The University of Arizona Press, Arizona: 115–127
7. ↑  Piotr Bienkowski؛ Alan Millard (15 أبريل 2010). Dictionary of the Ancient Near East. University of Pennsylvania Press. ص. 233. ISBN:978-0-8122-2115-2.
8. 1 2  Yarim Tepe thefreedictionary.com نسخة محفوظة 2023-01-11 على موقع واي باك مشين.
9. ↑  N. Yoffee, J. J. Clark (eds.), Early stages in the evolution of Mesopotamian civilization. Soviet excavations in Northern Iraq. The University of Arizona Press, Arizona (1972, 1993 reprint) (ردمك 0816513937) p 129 نسخة محفوظة 2024-10-10 على موقع واي باك مشين.
10. ↑  N. Yoffee, J. J. Clark (eds.), Early stages in the evolution of Mesopotamian civilization. Soviet excavations in Northern Iraq. The University of Arizona Press, Arizona (1972, 1993 reprint) (ردمك 0816513937) p 163 نسخة محفوظة 2024-10-08 على موقع واي باك مشين.
11. ↑  I. Narimanov (1985), Обеидские племена Месопотамии в Азербайджане. Тез. Всесоюз. архолог. конфер. Баку (The Mesopotamian tribes of Azerbaijan. Proc. All-Union. archeolog. confer. Baku): 271
12. ↑  Charles Keith Maisels, Early Civilizations of the Old World: The Formative Histories of Egypt, The Levant, Mesopotamia, India and China. Routledge, 2003
(ردمك 1134837313) p104 نسخة محفوظة 2024-10-08 على موقع واي باك مشين.
13. ↑  Moorey 1994: 294
14. ↑  Craddock 1995: 125
15. ↑  Potts، Daniel T.، المحرر (15 أغسطس 2012). "Northern Mesopotamia". A Companion to the Archaeology of the Ancient Near East. John Wiley & Sons. ج. 1. ص. 302. ISBN:978-1-4443-6077-6.
16. ↑  Charles Keith Maisels, Early Civilizations of the Old World: The Formative Histories of Egypt, The Levant, Mesopotamia, India and China. Routledge, 2003
(ردمك 1134837313) p128 نسخة محفوظة 2025-06-13 على موقع واي باك مشين.

## فهرس
- ناتاليا بيتروفا، دراسة تكنولوجية لسيراميك ثقافة الحسونة (مستوطنة ياريم تيبي الأول). دوكومنتا براهيستوريكا التاسع والثلاثون (2012)
- ياريم تيبي الأول. في ن. يوفي، جيه جيه كلارك (المحررون)، المراحل المبكرة في تطور الحضارة الرافدينية. الحفريات السوفييتية في شمال العراق. مطبعة جامعة أريزونا، أريزونا: 73-114 (طبعة 1972، 1993)(ردمك 0816513937) .
- ميربرت ن.يا. 1993. المرحلة القديمة من ثقافة الحسونة. في ن. يوفي، جيه جيه كلارك (المحررون)، المراحل المبكرة في تطور الحضارة الرافدينية. الحفريات السوفييتية في شمال العراق. مطبعة جامعة أريزونا، أريزونا: 115-127.
- مونشايف آر إم، ميربيرت ن. يا.1981. أقدم المستوطنات الزراعية في شمال بلاد ما بين النهرين. ناوكا برس. موسكو. (باللغة الروسية)
- ميربرت، نيكولاي الأول، ورؤوف م. مونشايف. 1987. "أقدم المستويات في ياريم تيبي الأول ويريم تيبي الثاني في شمال العراق." العراق 49:1-37
- ميربرت، نيكولاي الأول، ورؤوف م. مونشايف. 1973. "الاستقرار الزراعي المبكر في سهل سنجار، شمال العراق." العراق 35: 97-113

## روابط خارجية
- الخزف - العصر الحجري الحديث حتى العصر البرونزي في شمال شرق وشمال وسط بلاد فارس iranicaonline.org